# Valer Blidar
Valer Blidar este un om de afaceri român. Deține companiile Astra Vagoane Călători Arad, Astra Vest, Sirv Titu, Marmura București, Tristar București și Astra Trans Carpatic⁠(de)[traduceți]. Era cunoscut ca fiind un apropiat al fostului Partid Democrat Liberal și sponsor al acestuia. Avea o avere estimată la 160-180 milioane de euro în 2022.